# Kanton Val-d'Ajol
Kanton Val-d'Ajol (fr. Canton du Val-d'Ajol) je francouzský kanton v departementu Vosges v regionu Grand Est. Tvoří ho 23 obcí. Zřízen byl v roce 2015.

## Obce kantonu
- Bains-les-Bains
- Bellefontaine
- La Chapelle-aux-Bois
- Charmois-l'Orgueilleux
- Le Clerjus
- Dounoux
- Fontenoy-le-Château
- Girmont-Val-d'Ajol
- Grandrupt-de-Bains
- Gruey-lès-Surance
- Hadol
- Harsault
- Hautmougey
- La Haye
- Montmotier
- Plombières-les-Bains
- Trémonzey
- Uriménil
- Uzemain
- Le Val-d'Ajol
- Vioménil
- Les Voivres
- Xertigny